# Giganci Na Żywo
Giganci Na Żywo (ang. Giants Live) – cykl indywidualnych zawodów siłaczy, zainaugurowany w 2009.
Zawody te są obecnie główną kwalifikacją do indywidualnych Mistrzostw Świata Strongman.

## Zwycięzcy zawodów Giganci Na Żywo

### Rok 2009
| Zawody                     | Zawodnik         | Kraj              |
| -------------------------- | ---------------- | ----------------- |
| 1. zawody 2009 Mohegun Sun | Derek Poundstone | Stany Zjednoczone |
| 2. zawody 2009 Stavanger   | Travis Ortmayer  | Stany Zjednoczone |
| 3. zawody 2009 Malbork     | Jarosław Dymek   | Polska            |

### Rok 2010
| Zawody                      | Zawodnik          | Kraj              |
| --------------------------- | ----------------- | ----------------- |
| 1. zawody 2010 Johannesburg | Brian Shaw        | Stany Zjednoczone |
| 2. zawody 2010 Kijów        | Derek Poundstone  | Stany Zjednoczone |
| 3. zawody 2010 Londyn       | Žydrūnas Savickas | Litwa             |
| 4. zawody 2010 Toruń        | Vytautas Lalas    | Litwa             |
| 5. zawody 2010 Stambuł      | Žydrūnas Savickas | Litwa             |

### Rok 2011
| Zawody                 | Zawodnik              | Kraj              |
| ---------------------- | --------------------- | ----------------- |
| 1. zawody 2011 Londyn  | Brian Shaw            | Stany Zjednoczone |
| 2. zawody 2011 Stróże  | Krzysztof Radzikowski | Polska            |
| 3. zawody 2011 Vaasa   | Martin Wildauer       | Austria           |
| 4. zawody 2011 Połtawa | Serhiy Romanchuk      | Ukraina           |

### Rok 2012
| Zawody                   | Zawodnik              | Kraj              |
| ------------------------ | --------------------- | ----------------- |
| 1. zawody 2012 Melbourne | Mike Jenkins          | Stany Zjednoczone |
| 2. zawody 2012 Tampere   | Laurence Shahlaei     | Wielka Brytania   |
| 3. zawody 2012 Budapeszt | Akos Nagy             | Węgry             |
| 4. zawody 2012 Leeds     | Žydrūnas Savickas     | Litwa             |
| 5. zawody 2012 Kartuzy   | Krzysztof Radzikowski | Polska            |

### Rok 2013
| Zawody                    | Zawodnik          | Kraj              |
| ------------------------- | ----------------- | ----------------- |
| 1. zawody 2013 Melbourne  | Derek Poundstone  | Stany Zjednoczone |
| 2. zawody 2013 Budapeszt  | MIke Burke        | Stany Zjednoczone |
| 3. zawody 2013 Leeds      | Žydrūnas Savickas | Litwa             |
| 4. zawody 2013 Storefjell | Johannes Årsjö    | Szwecja           |
| 5. zawody 2013 Kostrzyn   | Vytautas Lalas    | Litwa             |
| 6. zawody 2013 Gateshead  | Laurence Shahlaei | Wielka Brytania   |

### Rok 2014
| Zawody                          | Zawodnik                | Kraj              |
| ------------------------------- | ----------------------- | ----------------- |
| 1. zawody 2014 Melbourne        | Hafpor Julius Bjornsson | Islandia          |
| 2. zawody 2014 Doncaster        | Eddie Hall              | Wielka Brytania   |
| 3. zawody 2014 Lillehammer      | Hafpor Julius Bjornsson | Islandia          |
| 4. zawody 2014 Dolina Charlotty | Žydrūnas Savickas       | Litwa             |
| 5. zawody 2014 Budapeszt        | Jason Bergmann          | Stany Zjednoczone |
| 6. zawody 2014 Leeds            | Hafpor Julius Bjornsson | Islandia          |